# Алма (Румунія)
Алма (рум. Alma) — село у повіті Сібіу в Румунії. Адміністративний центр комуни Алма.
Село розташоване на відстані 234 км на північний захід від Бухареста, 54 км на північний схід від Сібіу, 92 км на південний схід від Клуж-Напоки, 107 км на північний захід від Брашова.

## Населення
За даними перепису населення 2002 року у селі проживали 880 осіб.
Національний склад населення села:
| Національність | Кількість осіб | Відсоток |
| -------------- | -------------- | -------- |
| румуни         | 563            | 64,0%    |
| угорці         | 288            | 32,7%    |
| цигани         | 24             | 2,7%     |
| німці          | 5              | 0,6%     |

Рідною мовою назвали:
| Мова      | Кількість осіб | Відсоток |
| --------- | -------------- | -------- |
| румунська | 573            | 65,1%    |
| угорська  | 278            | 31,6%    |
| циганська | 24             | 2,7%     |
| німецька  | 5              | 0,6%     |